# 山根裕子
山根 裕子（やまね ひろこ、1946年 - ）は、日本の法学者。彦根市元副市長。帝京大学法学部元教授。政策研究大学院大学（政策研究院）名誉教授。
国際経済法、競争法、EC法などを専門とし、知的財産権と医薬品アクセスの問題などの研究を行っている。
父は元衆議院議員の塩崎潤。妹に外交官の角崎利夫夫人でアジア防災センター主任研究員の角崎悦子、弟に衆議院議員・厚生労働大臣の塩崎恭久がいる。

## 略歴
- 東京大学教養学部教養学科卒業[4]。
- イェール大学留学。修士号（M.A. MPhil）取得[4]。
- パリ大学法学部大学院留学。博士号取得[4]。
- 1984-1991年 - 明治学院大学国際学部助教授
- 欧州復興開発銀行総裁アドバイザー
- ロンドン大学ロンドン・スクール・オブ・エコノミクス講師[4]
- 1995年 - 立命館大学法学部教授[4]
- 1998年 - 政策研究大学院大学客員教授
- 1999年 - 政策研究大学院大学教授[1]
- 2004年 - 世界保健機関（WHO） 知的財産権、イノベーション及び公衆衛生に関する委員会（CIPIH）委員[4]
- 2008年 - 『知的財産権のグローバル化 医療アクセスとTRIPS協定』で日経BP・BizTech図書賞を受賞[5]。
- 2011年 - 帝京大学法学部教授[1]
- 2014年3月 - 帝京大学法学部教授退任。
- 2014年4月 - 彦根市副市長就任。
- 2018年3月 - 彦根市副市長任期満了。

## 著書
- EU/EC法 欧州連合の基礎（有信堂高文社、1995年5月、ISBN 978-4842040264）
- ケースブックEC法 欧州連合の法知識（東京大学出版会、1996年7月、ISBN 978-4130320900）
- 経済交渉と人権（中央公論社、1997年12月、ISBN 978-4121013934）
- 合併審査 米欧の事例と日本の課題（NTT出版、2002年3月、ISBN 978-4757120808）
- プライマリー国際取引法（法律文化社、2006年2月、ISBN 978-4589028587） - 共編
- 知的財産権のグローバル化 医療アクセスとTRIPS協定（岩波書店、2008年3月、ISBN 978-4000238441 ）